# 马塔·莫德尔

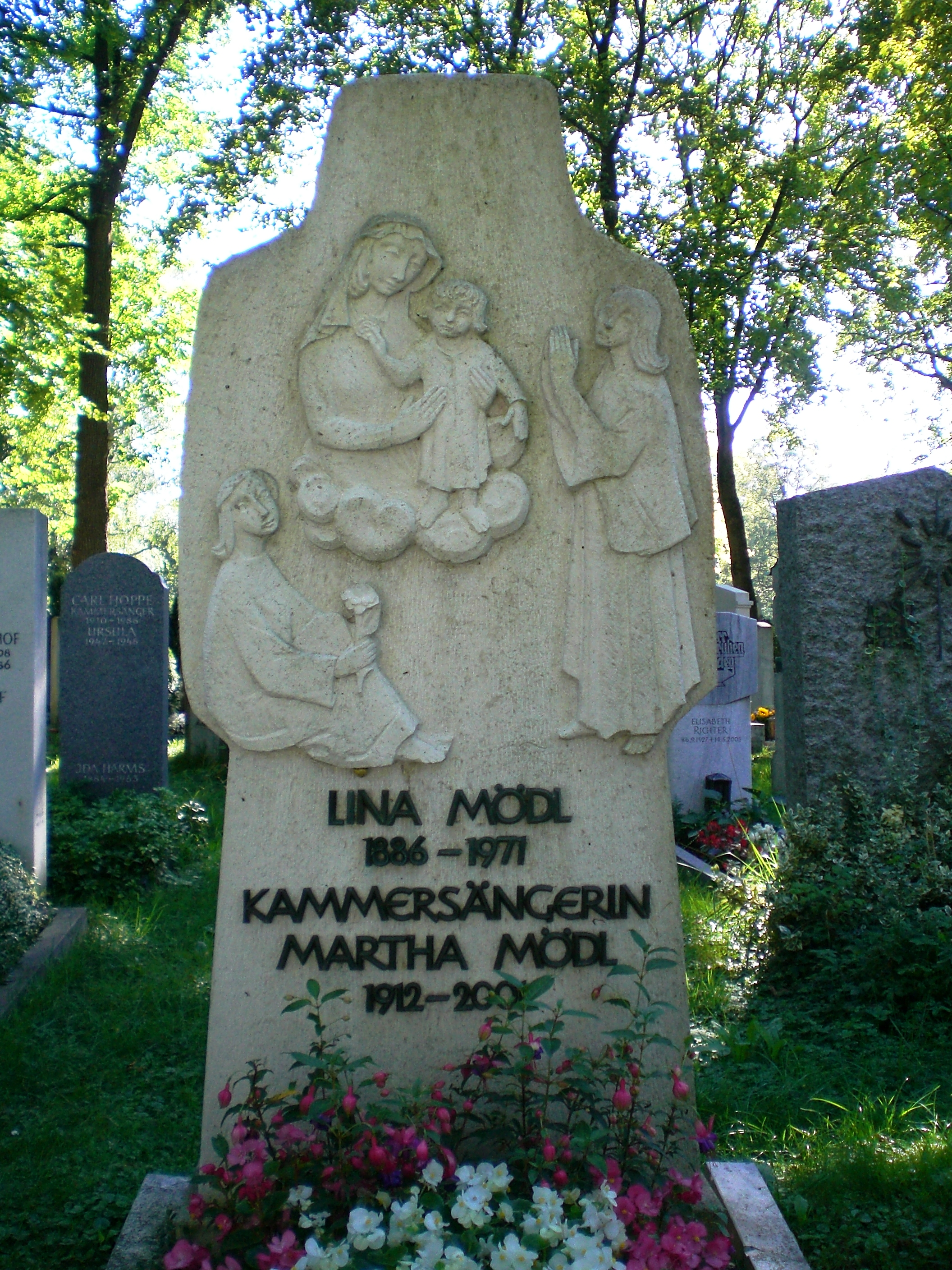
马塔·莫德尔

马塔·莫德尔（Martha Mödl，1912年3月22日—2001年12月17日），德国女高音，女中音演唱家，著名的瓦格纳戏剧女高音。

## 生平
- 1912年 3月22日生于德国城市纽伦堡。
- 1942年 在洪普丁克的歌剧《汉泽尔与格雷太尔》里面饰演汉泽尔，这是她的首演。
- 1945年 到杜塞尔多夫。在那里她扮演过几个女中音角色，如多拉贝拉,奥克塔维安和卡门。
- 1949年 到汉堡国立歌剧院，转为戏剧女高音。
- 1951年 在柏林饰演麦克白夫人,孔德里，伊索尔德和布伦希尔德。同年登台拜鲁伊特，在卡纳匹兹布什的指挥下演唱孔德里。
- 1951-1967年 经常出席拜鲁伊特，饰演所有重要的戏剧女高音角色。
- 1950年 首次到伦敦登台，饰演卡门
- 1955年 在维也纳国家歌剧院重开之际饰演利奥诺拉。
- 1957-1960年 经常作客纽约大都会歌剧院演唱瓦格纳歌剧角色。
- 1964/65年 在萨尔斯堡音乐节上卡拉扬指挥下饰演Klytemnestra
- 1963年 在慕尼黑巴伐利亚国家歌剧院重新开幕音乐会中饰演Amme(没有影子的女人)
- 1964年 在维也纳国家歌剧院耶奴发中饰演教堂女司事
- 1972年 参加Wolfgang Fortner的Elisabeth Tudor歌剧首演
- 1976/77年 Gottfried von Einem歌剧"Kabale und Liebe"首演中饰演米勒女士。
- 1982/1984年 汉堡国家歌剧院里歌剧鲍里斯·戈冬诺夫中演唱Amme。
- 1992年 在慕尼黑斯特拉文斯基歌剧士兵的故事演唱母亲,在维也纳参加柴可夫斯基黑桃皇后演出。
- 1999年 在曼海姆《黑桃皇后》中演唱女伯爵,1999年10月13日在杜塞尔多夫Peter Eötvös的歌剧《三姐妹》中演唱Amme Anfissa, 在音乐剧《安娜特夫卡》中演唱Golde。
- 2001年 搬到斯图加特养老院，12月17日逝世，死因为中风后遗症。